# 한국언론학회
사단법인 한국언론학회(韓國言論學會, The Korean Society for Journalism & Communication Studies, KSJCS)는 언론 및 커뮤니케이션에 관한 연구, 교육, 조사분석을 목적으로 1959년 6월 30일에 설립된 학술단체이다. 사무실은 서울특별시 중구 세종대로 124 한국프레스센터 1409호에 있다. 학술연구 발표회 및 강연회 개최, 학술지 및 기타 도서의 발행, 국내외 연구 기관 및 산업체와의 교류 등을 활동하고 있다. 1960년에 창간된 학술지 《한국언론학보》를 발간하고 있다.

## 주요 사업
- 저널리즘 및 커뮤니케이션에 관한 학술적 연구 및 조사
- 저널리즘 및 커뮤니케이션 분야 연구지원과 우수연구의 선정 및 시상
- 저널리즘 및 커뮤니케이션 교육 보급 및 그 조성에 도움이 되는 활동
- 저널리즘 및 커뮤니케이션 연구 조사에 관한 국내외의 자료 수집 및 연구 업적의 교환
- 학술연구 발표회 및 강연회의 개최
- 학술지 및 학술도서의 간행
- 국내외 연구기관 및 학회, 산업체와의 교류
- 이 학회의 목적을 달성하기 위한 기타 사업

## 조직

### 당연직 이사
- 회장
- 차기회장
- 부회장
- 총무이사
- 연구이사
- 기획이사
- 국제이사
- 대외협력이사

### 임명직 이사
- 학술지 편집위원
- 지역언론학회 추천이사
- 연구회 운영위원회 추천이사

### 감사 및 회계사
- 감사
- 회계사

### 특별위원회
- 저널리즘위원회
- 인공지능과미디어위원회
- 미디어 다양성‧리터러시위원회
- 산학협력위원회
- 제도개선위원회

## 학술지
- 《한국언론학보》 - 1960년 《신문학보》로 출발하여 1969년부터 매년 정기적으로 발행하고 있다.[1]
- 《커뮤니케이션 이론》
- 《Asian Communication Research》